# Sumidero pecki
Sumidero pecki är en mångfotingart som först beskrevs av Shear 1974.  Sumidero pecki ingår i släktet Sumidero och familjen Fuhrmannodesmidae. Inga underarter finns listade i Catalogue of Life.